# 十塱水塘

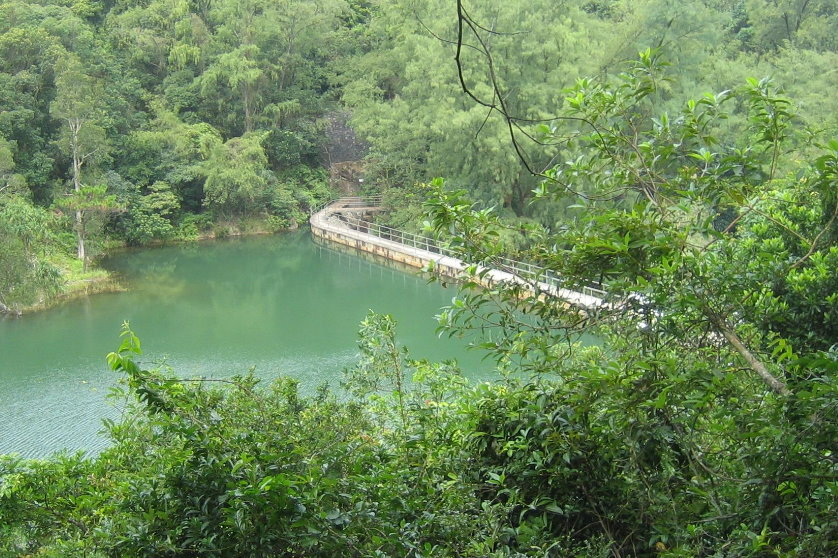
十塱水塘

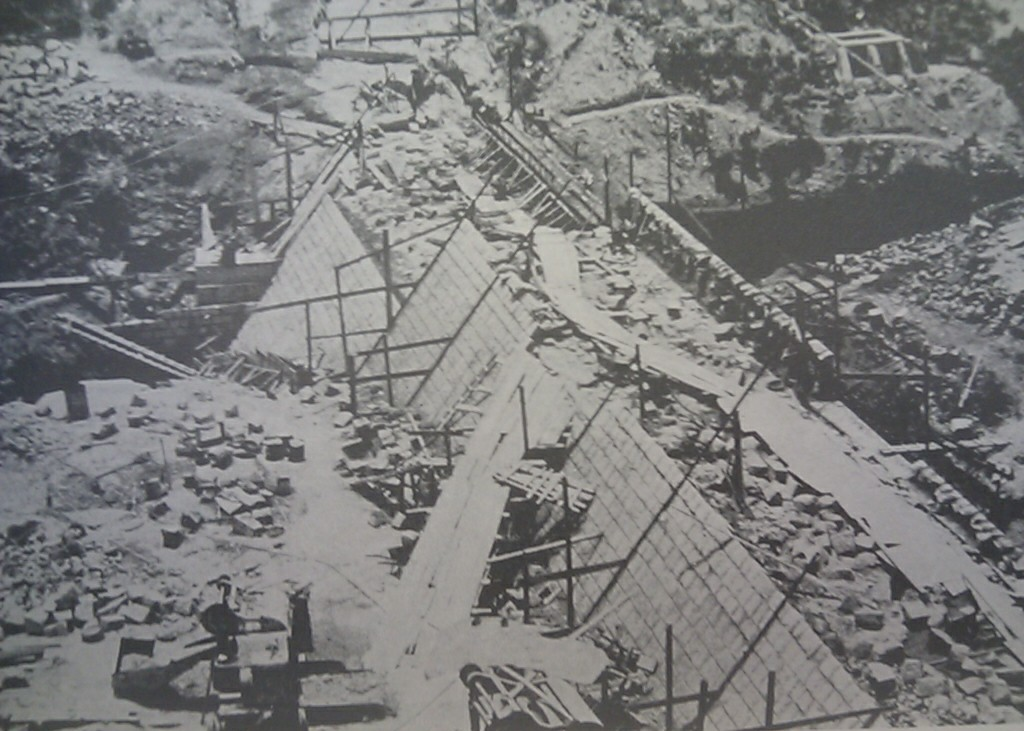
興建中的十塱水塘

十塱水塘（英語：Shap Long Reservoir），或稱作芝麻灣水塘（英語：Chi Ma Wan Reservoir），建於1955年，位於芝麻灣半島和南大嶼郊野公園內，在芝麻灣懲教所的南方。水塘曾為離島區的長洲、坪洲及喜靈洲等居民之主要水源，1970年代起改為灌溉用水塘。

## 歷史
十塱水塘興建前，長洲的食水一直來自地下水。1950年代，長洲人口不斷上升，經濟越趨蓬勃，為解決供水問題，政府在長洲對岸的大嶼山芝麻灣半島興建一個容量約為13萬立方米，混凝土主壩長91.1米、高15米的小水塘，再用一條直徑6吋的海底喉管引水至長洲碼頭附近上岸，輸送至大鬼灣的儲水池。當時政府還仿效當年第一條從港島至九龍海底水管通水時的做法，在上岸地點建造了一個噴水池，並在1955年8月啟用禮當天，舉行噴水儀式。1970年代，長洲併入全港供水網絡，十塱水塘遂改為一個灌溉用水塘。

## 生態
十塱灌溉水塘所在的芝麻灣半島位置偏遠，水塘由多條清澈無污染的支流匯集而成，沒有受到人為騷擾，整個水塘被綠樹成蔭的河谷環抱，四周是成齡的林地。正因如此，這裏沒有受到外來物種入侵的迹象，孕育了大量淡水魚，例如弓背青鱂（Oryzias curvinotus）。

## 鄰近設施
- 芝麻灣郊遊徑

## 交通
在貝澳下車沿芝麻灣道步行約一小時即可到達十塱水塘。

## 外部連結
- 香港地方：芝麻灣（页面存档备份，存于）
- 香港在線生態地圖，漁農自然護理處